# Donja Paklenica
Donja Paklenica är ett samhälle i Bosnien och Hercegovina.   Det ligger i entiteten Republika Srpska, i den centrala delen av landet, 90 km norr om huvudstaden Sarajevo. Donja Paklenica ligger 318 meter över havet och antalet invånare är 579.
Terrängen runt Donja Paklenica är lite kuperad. Runt Donja Paklenica är det ganska tätbefolkat, med 93 invånare per kvadratkilometer.. Närmaste större samhälle är Doboj, 12,6 km norr om Donja Paklenica. 
I omgivningarna runt Donja Paklenica växer i huvudsak lövfällande lövskog.